# هربرت واتس
هربرت واتس (انگلیسی: Herbert Watts؛ ۱۴ فوریه ۱۸۵۸ – ۱۵ اکتبر ۱۹۳۴) فرد نظامی اهل بریتانیا بود. وی برندهٔ جوایزی همچون نشان حمام شده‌است.
واتس افسر ارتش بریتانیا بود که در طول جنگ جهانی اول فرماندهی لشکر هفتم و بعدها سپاه نوزدهم را بر عهده داشت.